# Weland
Weland (m. 863) fue un notable caudillo vikingo de Dinamarca que procedente de una expedición en el sur de Inglaterra, donde se cree protagonizó el ataque y saqueo a Winchester en 860, planeaba devastar el reino franco.[cita requerida]
Los Annales Bertiniani citan que fue contratado por Carlos el Calvo en el mismo año 860, cuando ofreció 3000 libras de plata para librarse de otro grupo de vikingos daneses que se habían asentado en la isla de Oissel (Oscellus) en el Sena entre 856 y 857, posiblemente el ejército del caudillo Bjørn o una parte del mismo. El rey Carlos había intentado expulsar a la colonia vikinga de Oissel en una ocasión pero sin éxito. Tras recaudar impuestos, la suma total fue de 5000 libras más una aportación de ganado y suministros para dotar a los mercenarios de recursos para un asedio en toda regla; Weland aceptó y cumplió su palabra pero el segundo asedio se tomó su tiempo y necesitaron más incentivos y víveres para finalmente recibir la suma total de hasta 6000 libras en oro y plata. A principios de 862 los vikingos de Oissel abandonaron su plaza.
Tras cumplir con el pacto y expulsar al grupo rival, Weland pasó al servicio del rey Carlos y fue bautizado junto a su familia. Su nuevo rango y reputación duró poco ya que fue acusado de beneficiar a los francos en perjuicio de sus hombres, retado a un holmgang por uno de sus camaradas paganos y murió en el intento, en presencia del monarca franco.